# Avvakajjo
Avvakajjo (även Avakadjo) är en hållplats längs Inlandsbanan mellan Gällivare och Porjus.
Hållplatsen uppfördes ursprungligen av järnvägsarbetarna för bärplocknings- och fiskesyfte. Eftersom hållplatsen ligger vid kilometerangivelse 319 – från Jörn räknat – fick den länge bära namnet "319", men detta ändrades senare av SJ. Åren 1999–2006 fanns i Avvakajjo världens enda myggmuseum, men detta flyttades sedermera över till museet i Gällivare på grund av myggbrist.